# Eriphioides columbina
Eriphioides columbina là một loài bướm đêm thuộc phân họ Arctiinae, họ Erebidae.